# لاپیستراید
لاپیستراید (انگلیسی: Lapisteride) یک مهارکننده دوگانه هر دو ایزوفرم آنزیم 5α ردوکتاز است. این دارو برای درمان هیپرپلازی خوش‌خیم پروستات (BPH) و آلوپسی آندروژنیک تحت بررسی بود، اما هرگز به بازار عرضه نشد.